# Kościół św. Tomasza w Berlinie
Kościół św. Tomasza (niem. St.-Thomas-Kirche) – protestancka świątynia znajdująca się w Berlinie, przy Mariannenplatzu.

## Historia
Parafię św. Tomasza wydzielono z parafii Luisenstadt 1 kwietnia 1864. W 4. niedzielę adwentu 1864 konsekrowano tymczasowy kościół, wzniesiony z muru pruskiego, z dzwonnicą i dwiema zakrystiami. Dzwony ufundował król Wilhelm I Hohenzollern. Budowę większej świątyni rozpoczęto 1 maja 1865, a 15 października 1865 wmurowano kamień węgielny. Budowę wież ukończono w 1866, a 18 października 1867 zainstalowano krzyż na kopule. Rok później otynkowano wnętrze oraz wykonano maswerki. 21 grudnia 1869, w uroczystość św. Tomasza, konsekrowano gotową budowlę.
Kościół mocno ucierpiał podczas II wojny światowej. Odbudowano go w latach 50. XX wieku. 1 stycznia 2022 zlikwidowano parafię św. Tomasza, włączając ją do nowo powstałej parafii ewangelickiej w Kreuzbergu.

## Architektura
Świątynia neoromańska, wzniesiona na planie przypominającym liść koniczyny, według projektu Friedricha Adlera. Posiada trzy absydy oraz kopułę. Nawa sklepiona jest krzyżowo-żebrowo. Budynek może pomieścić ok. 3000 wiernych.

## Galeria

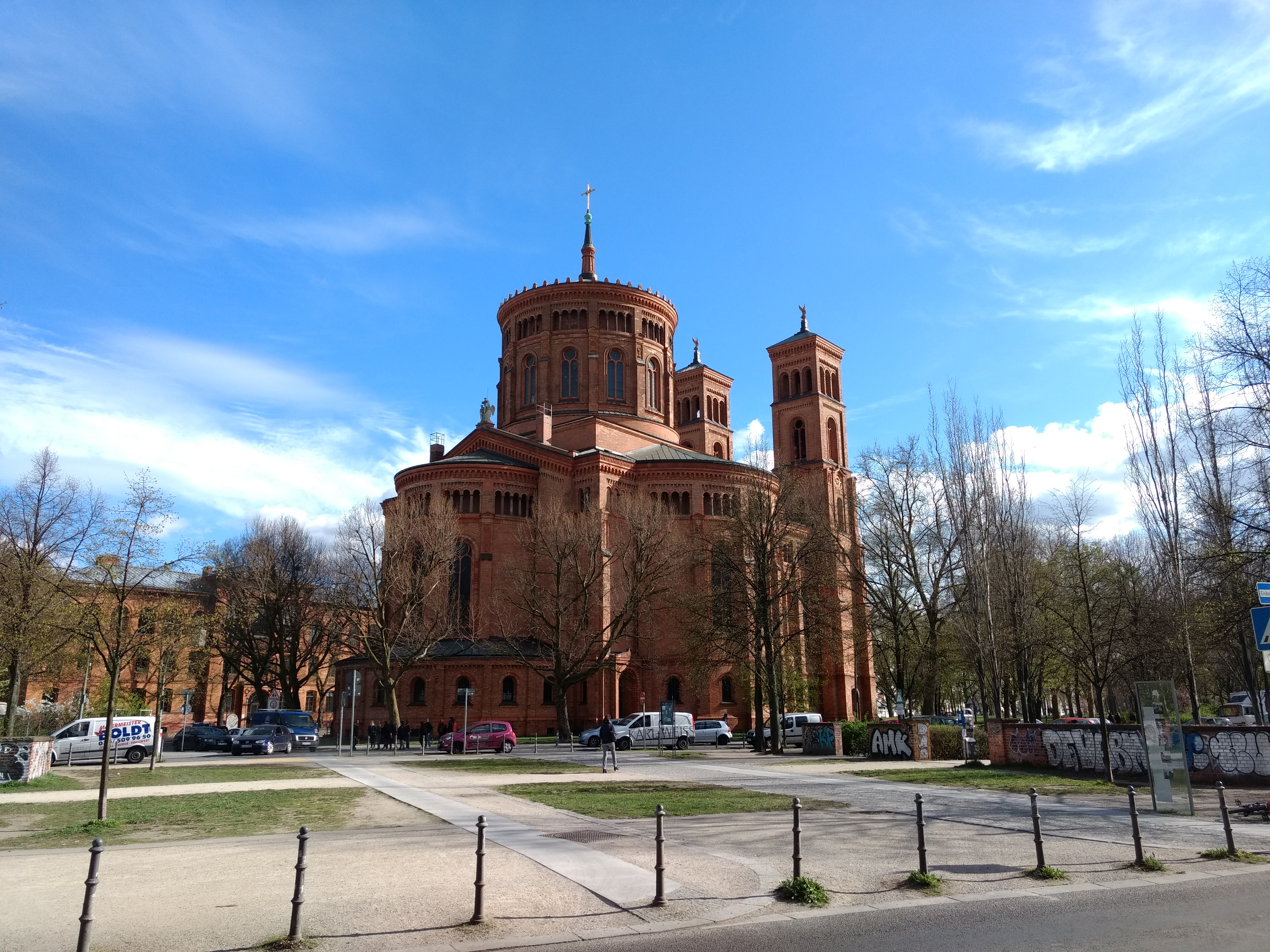
Widok na kościół z północnego zachodu
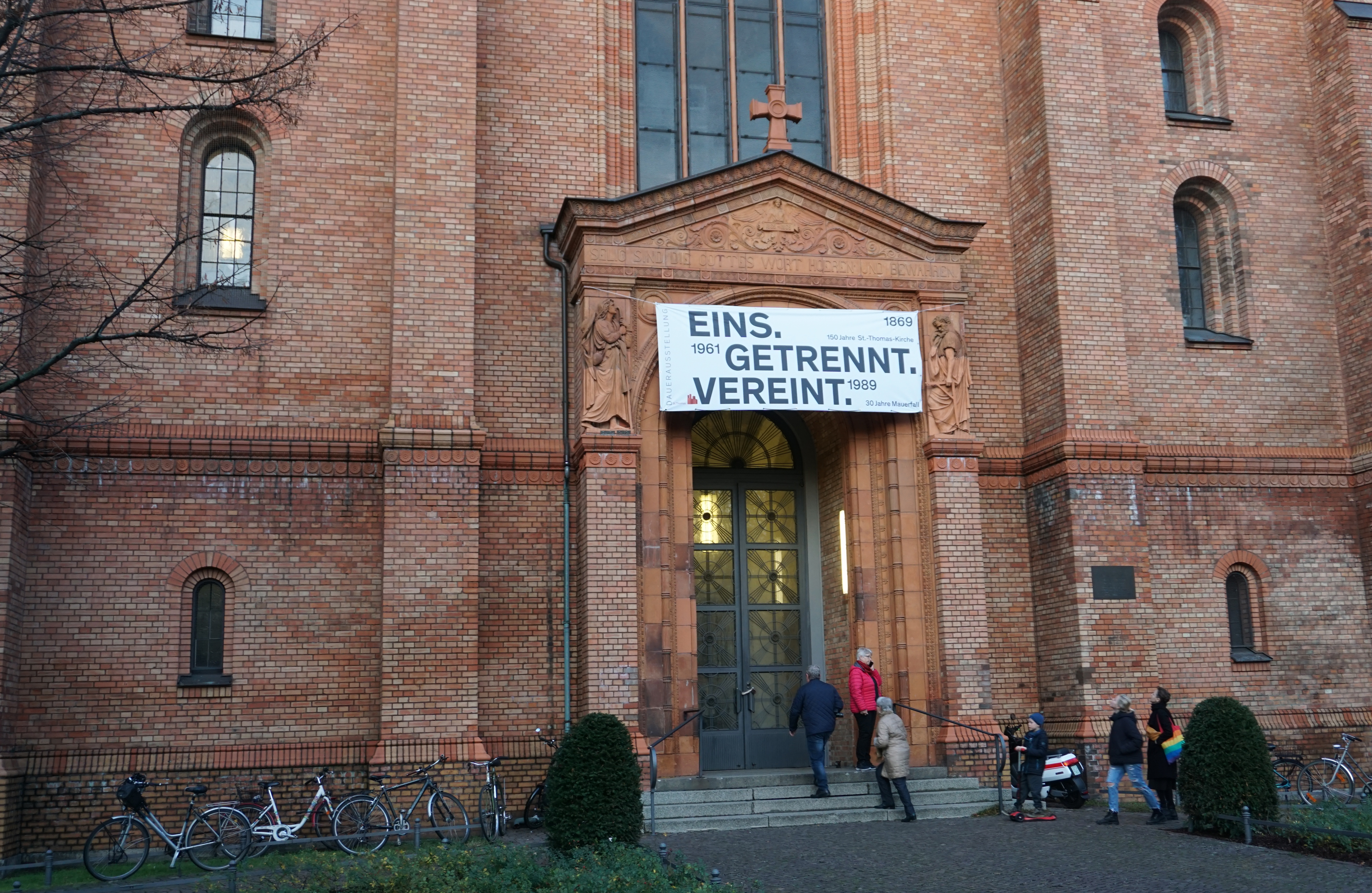
Portal główny
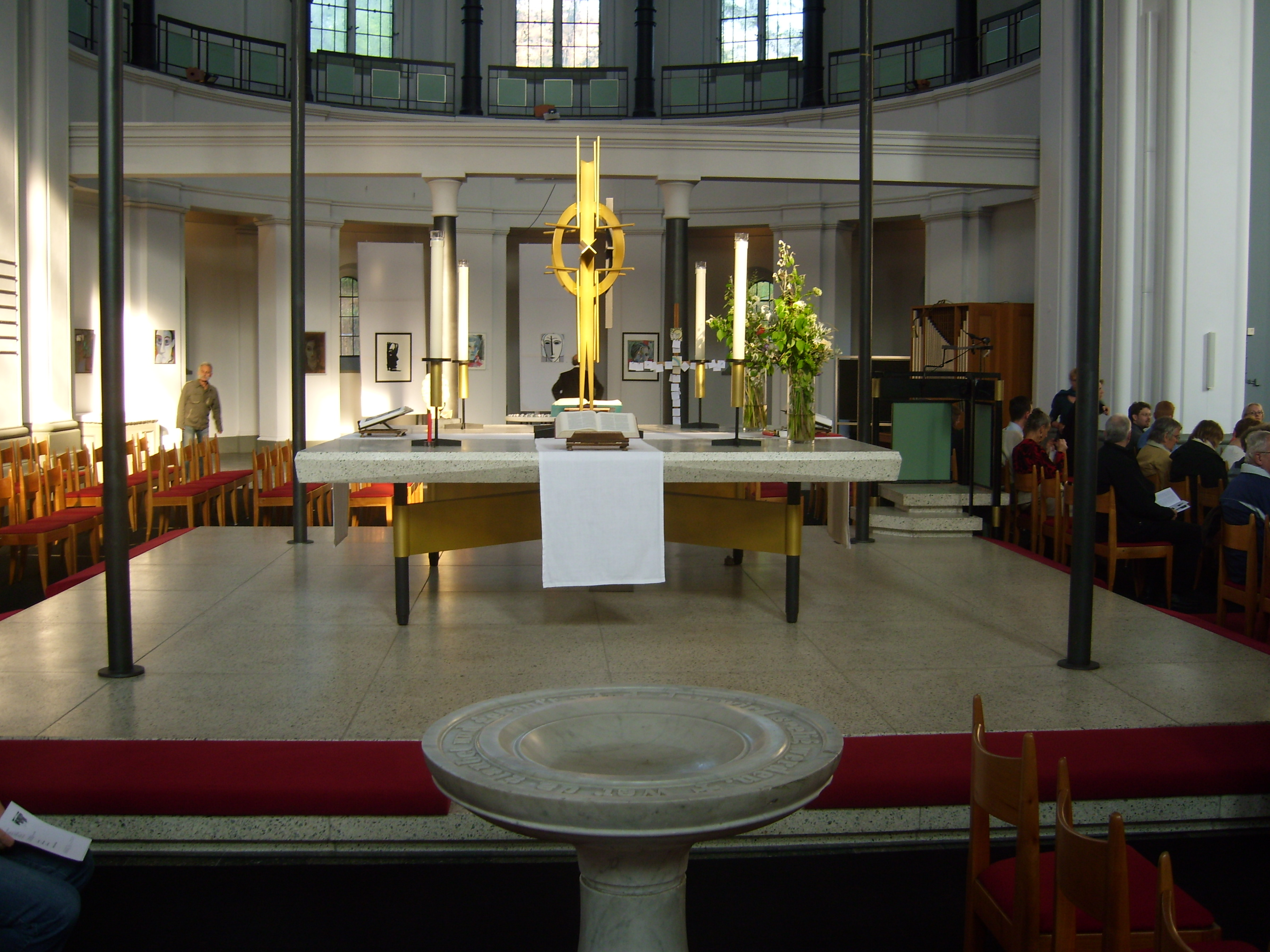
Ołtarz
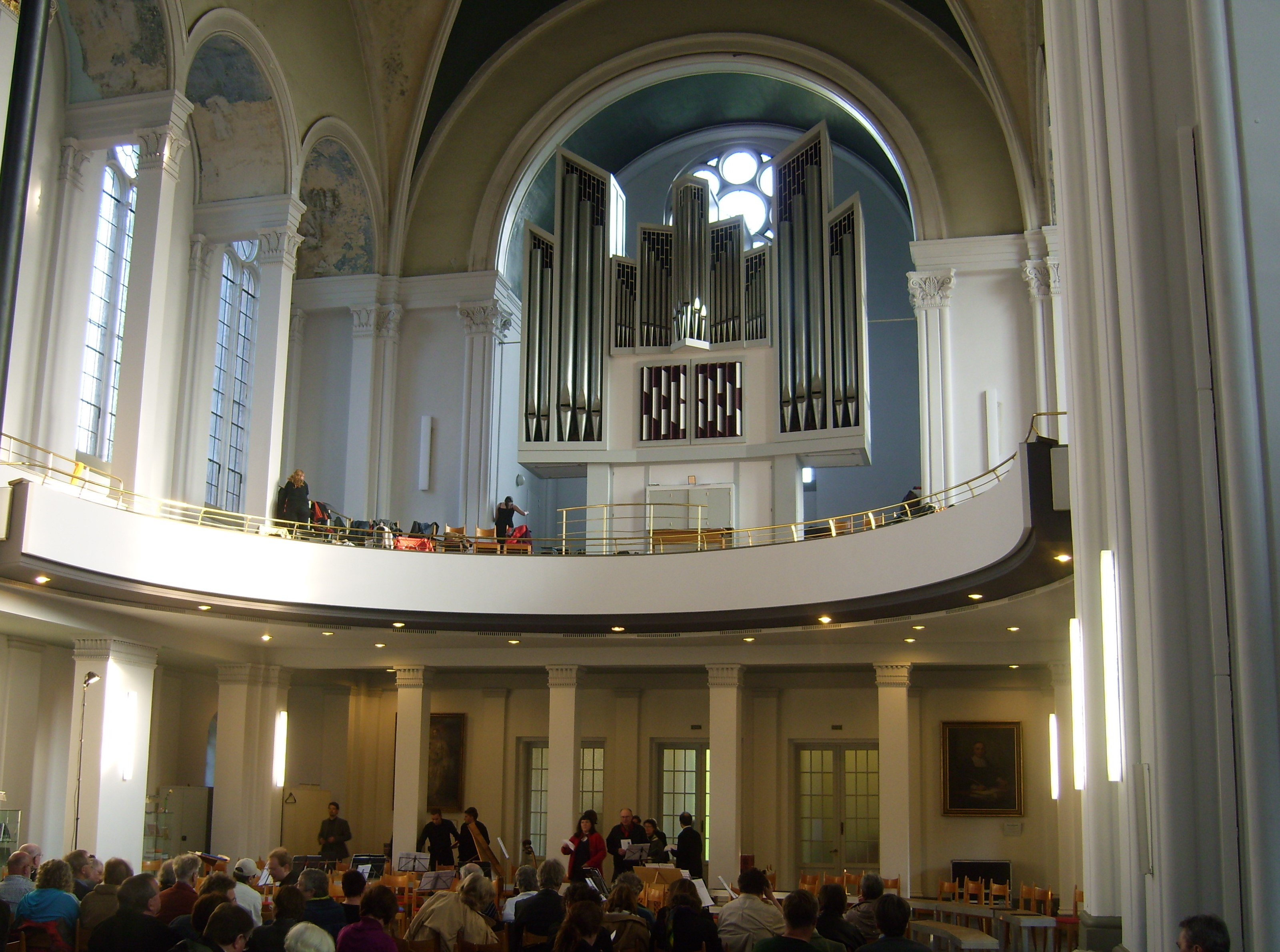
Empora organowa
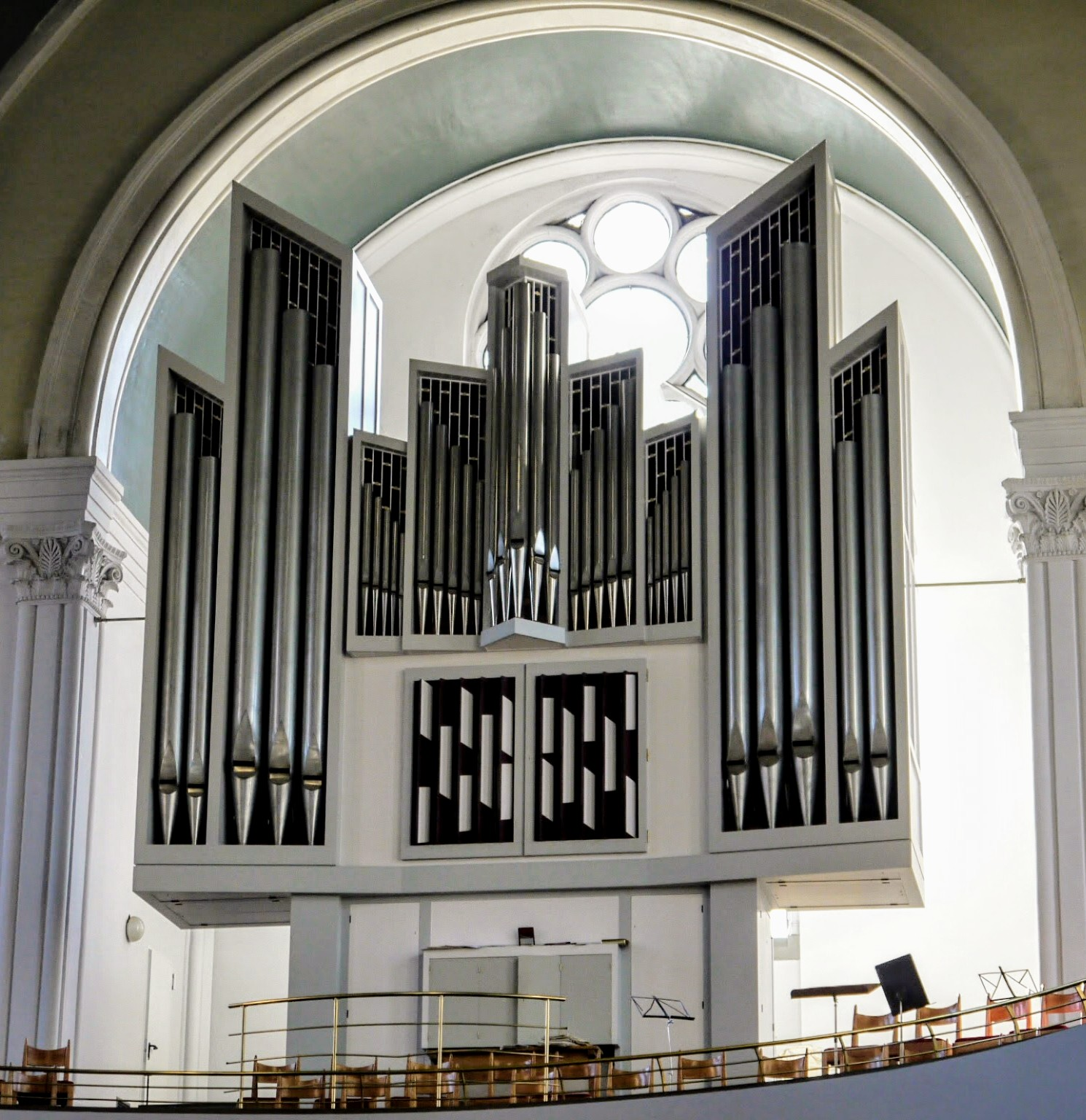
Organy